# Opactwo terytorialne Wettingen-Mehrerau
Opactwo terytorialne Wettingen-Mehrerau – opactwo terytorialne Kościoła rzymskokatolickiego w zachodniej Austrii, na terenie miasta Bregencji. Jest jedyną jednostką w Kościele austriackim o takim statusie. Obejmuje teren klasztoru cystersów oraz jego najbliższe okolice. Choć opat nie posiada sakry biskupiej, tradycyjnie jest członkiem Konferencji Episkopatu Austrii. Opactwo podlega bezpośrednio Stolicy Apostolskiej i jest wyłączone spod jurysdykcji zarówno miejscowego biskupa diecezjalnego, jak i metropolity Salzburga, którym podlegają sąsiednie tereny.
Opactwo zostało erygowane w 1227 roku pod nazwą Wettingen. Obecną nazwę uzyskało w 1854 roku.